# Kościół św. Stanisława w Ostrowcu Świętokrzyskim
Kościół św. Stanisława w Ostrowcu – kościół parafialny pw. Świętego Stanisława Biskupa i Męczennika zlokalizowany w dzielnicy Denków, Ostrowca Świętokrzyskiego.

## Historia
Pierwszy, drewniany kościół pw. św. Stanisława został ufundowany w 1581 przez Stanisława i Kaliksta Michowskich. Uposażenie kościoła potwierdził w 1612 Stanisław Tarnowski, jeden z kolejnych właścicieli Denkowa. W okresie reformacji na początku XVII w. z kościoła korzystali oprócz katolików także miejscowi kalwiniści. Przez pewien czas był więc świątynią ekumeniczną.

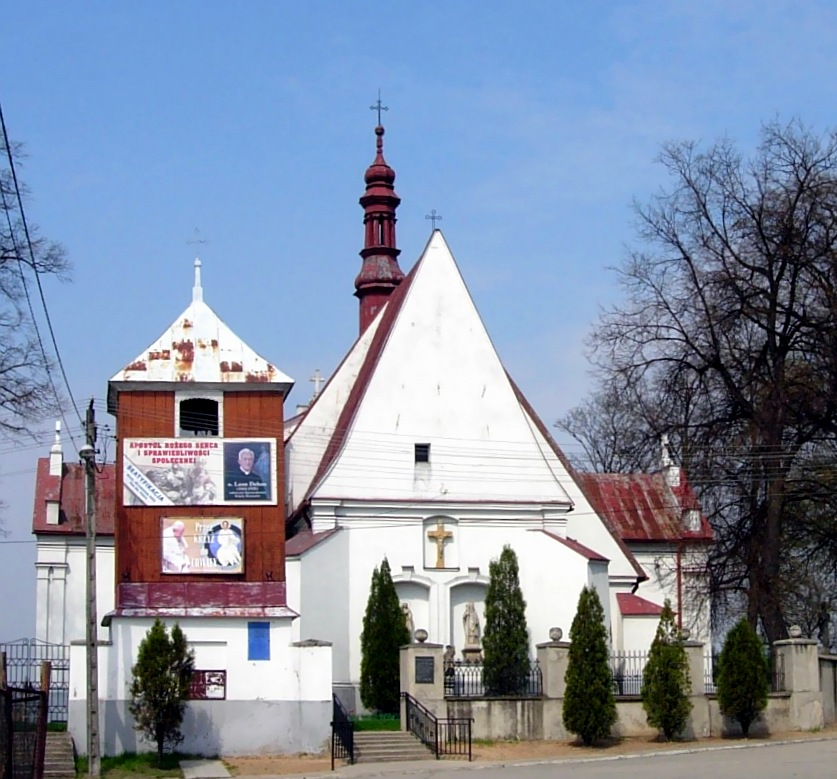
Kościół św. Stanisława od wschodu

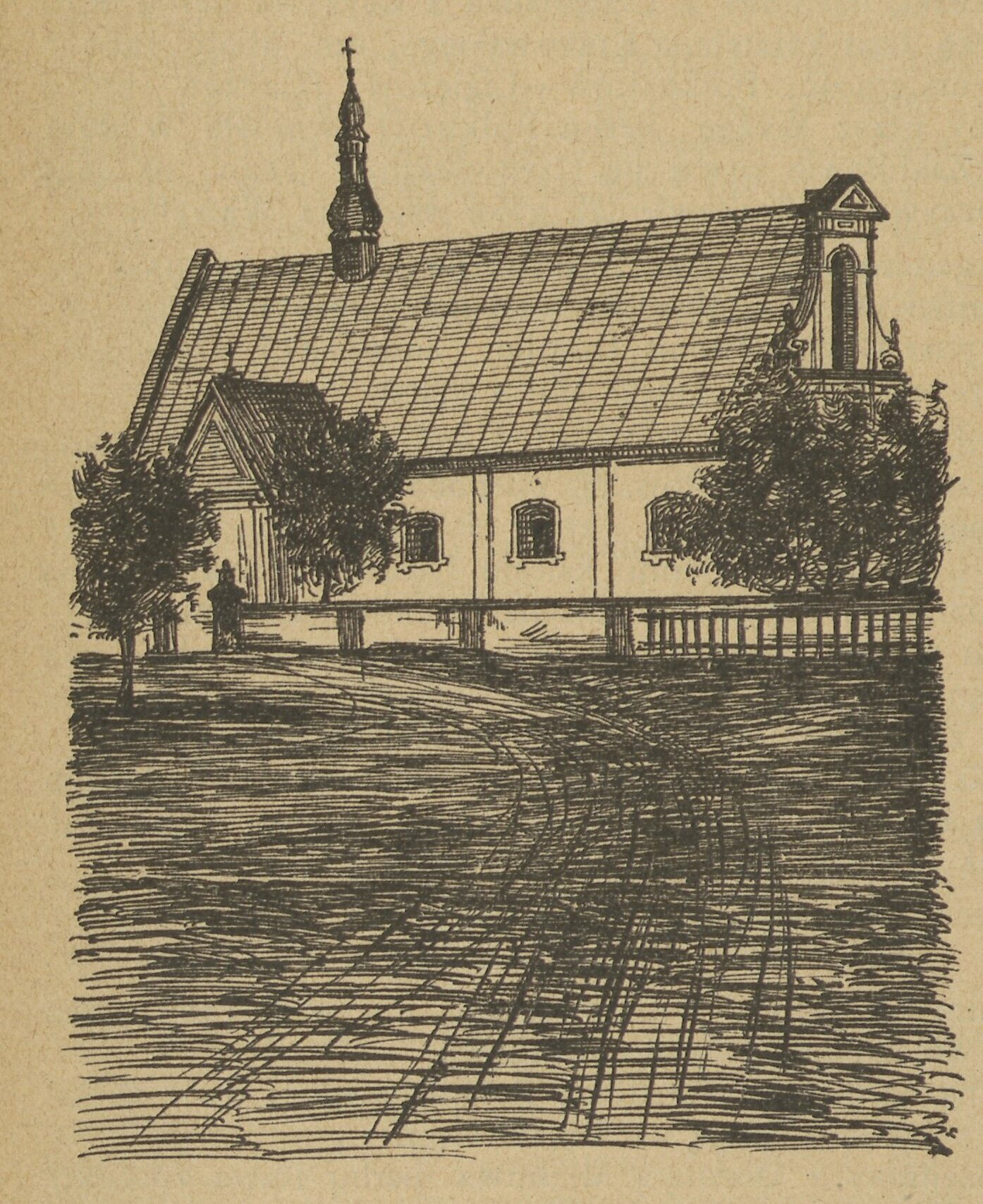
Kościół przed 1907

W 1633 miała miejsce rekoncyliacja kościoła. Na pewien czas biskup krakowski Tomasz Oborski zmienił jego wezwanie na św. Trójcy. Pod koniec XVII w. drewniany kościół znajdował się w fatalnym stanie. W 1691 świątynię rozebrano i rozpoczęto budowę nowego murowanego kościoła w stylu barokowym.
Budowę ukończono w 1702. Fundatorami nowej świątyni byli Kacper Teodor i Anna Siemianowscy, dziedzice Bodzechowa. W 1741 miała miejsce konsekracja kościoła. W 1807 hrabia Jacek Małachowski ufundował dzwonnicę oraz zakrystię. W 1904 kościół odnowiono. Budowla została też w tym czasie przedłużona i dobudowano do niej dwie boczne kaplice pw. Przemienienia Pańskiego oraz pw. Najświętszego Serca Jezusowego.
Od 1971 kościołem opiekują się księża Sercanie. W latach 90. XX w. rozebrano drewnianą plebanię z XIX w.

## Budowla
Świątynia ma obecnie kształt krzyża łacińskiego. Na późnobarokowym ołtarzu głównym znajduje się obraz NMP z Dzieciątkiem z przełomu XVII i XVIII w., a także obrazy św. Barbary oraz św. Stanisława. W ołtarzach bocznych umieszczone są obrazy Świętej Rodziny i św. Antoniego Padewskiego. W kaplicy bocznej Najświętszego Serca Jezusowego znajdują się obrazy Serca Jezusowego oraz św. Ignacego.
Na zewnętrznych ścianach prezbiterium kościoła znajdują się trzy figury: św. Floriana pośrodku z 1824, Matki Bożej Niepokalanego Poczęcia z 1865 po lewej oraz św. Stanisława po prawej.
Wewnątrz kościoła umieszczone są epitafia Kacpra Teodora Siemianowskiego, chorążego sandomierskiego z 1704 oraz Franciszka Siemianowskiego z 1723. Przy ołtarzu znajdują się marmurowe tablice nagrobne członków rodu Kotkowskich, z końca XIX w., a także epitafia księży: Jana Nowakowskiego, Franciszka Piotrowskiego, Ignacego Jopowicza oraz Władysława Korpikiewicza.

## Otoczenie kościoła
Przed wejściem do kościoła znajduje się krzyż nagrobny Magdaleny Rogojskiej. Na otaczającym kościół murze, przy jednym z wejść, umieszczona jest tablica epitafijna ks. Stanisława Wielockiego. Wykonano ją w 1714 z piaskowca. Płyta pierwotnie znajdowała się w przedsionku kościoła, rozebranym w trakcie przebudowy. Obok kościoła usytuowana jest drewniana dzwonnica z XIX w.